# Santalum macgregorii
Santalum macgregorii là một loài thực vật thuộc họ Santalaceae. Loài này có ở Indonesia và Papua New Guinea. Chúng hiện đang bị đe dọa vì mất môi trường sống.